# Міністерство національної економіки Казахстану
Міністерство національної економіки Казахстану (каз. Ұлттық экономика министрлігі) — центральний орган виконавчої влади уряду Казахстану, який здійснює управління у сферах стратегічного планування, податкової та бюджетної політики, а також митної політики, державних та гарантованих державою запозичень та боргів, державно-приватних партнерств, державних інвестиційних проектів, захисту конкуренції та обмеження монополістичної діяльності, природних монополій та регульованих ринків, міжнародних економічних та фінансових відносин.
Міністерство також відповідає за регулювання міжнародної економічної інтеграції, регулювання та розвиток зовнішньоекономічної діяльності, регулювання торговельної діяльності, управління державними активами, включаючи підвищення якості корпоративного управління, розробку системи державного управління, розробку державної політики у сфері надання державних послуг, мобілізаційна підготовка та мобілізація, міграція населення, державний матеріальний резерв.

## Історія
У січні 1993 року було створено Міністерство економіки.
28 серпня 2002 року  відповідно до Указу 931 Президента Казахстану «Про заходи щодо подальшого вдосконалення державного управління Республіки Казахстан» шляхом об'єднання функцій економічного планування з Міністерством Економіки і торгівлі та  Міністерства фінансів було утворено Міністерство економіки та бюджетного планування.
16 січня 2013 року Міністерство економічного розвитку і торгівлі відповідно до Указу Президента Республіки Казахстан «Про подальше вдосконалення системи державного управління Республіки Казахстан» було реорганізовано в Міністерство економіки та планування бюджету. 
6 серпня 2014 року під час реорганізації Міністерство національної економіки замінило Міністерство економіки та бюджетного планування Казахстану та Міністерство регіонального розвитку Казахстану. Також включає функції реорганізованих відомств: статистика, регулювання природних монополій, захист конкуренції, захист прав споживачів. 